# 魯布·戈德堡
魯本·加勒特·路西斯·「魯布」·戈德堡（英語：Reuben Garrett Lucius "Rube" Goldberg，1883年7月4日—1970年12月7日），又译为鲁比·高登伯格或鲁宾·戈德堡，美国猶太人漫画家，画了许多用極其复杂的方法从事简单小事的漫画，赢得了许多读者。比如把鸡蛋放进小碟子这种事，在戈德堡笔下可能是这样的：一个人从厨房桌子上拿起晨报，于是牵动了一条打开鸟笼的线，鸟被放出来，顺着鸟食走向一个平台。鸟从平台摔到一罐水上，水罐翻倒，拉动扳机，使手枪开火。猴子被枪声吓得把头撞在系有剃刀的杯子上，剃刀切入鸡蛋，打开蛋壳，使鸡蛋落入小碟子中。1948年因他的政治漫画而获得普立茲奖。因创作鲁布·戈德堡机械（Rube Goldberg machine）系列漫画受到大众的欢迎。